# Naučna metoda
Naučna metoda ili metod (grč. μετά - metá = posle, iza + ὁδός - hodós = methodos = način, kretanje, put) označava proces kojim naučnici dolaze do spoznaja o određenim fenomenima putem postavljanja pretpostavki te njihovog proveravanja kroz eksperimente. Da bi imao naučni karakter, istraživački metod mora biti zasnovan na prikupljanju primetne, empirijske i merljive evidencije. Naučni metod je: „metod postupaka koji su osoben za prirodne nauke od 17. veka, i koji se sastoji od sistematskih posmatranja, merenja i eksperimenta, kao i formulacije, testiranja i menjanja hipoteza“.
Prema neformalnim ali ustaljenim etičkim normama „dobre prakse”, u naučno-istraživačkim i stručnim radovima, obavezno se citiraju autori originalnih metoda i/ili njihovih modifikacija. Metodika je tehnika realizacije propisanog metoda. Metodologija je nauka koja proučava metode i metodike pojedinih procedura, ili u najširem smislu nauka o procesima ostvarivanja ili reprodukcije i revizije postojećih naučnih, stručnih ili sveopštih životnih spoznaja.
Iako se postupci raznih oblasti nauke međusobno razlikuju, prepoznatljive su i njihove zajedničke karakteristike. Sveukupni proces naučnog metoda uključuje postavku hipoteze, koja proizilazi iz predviđanja njenih mogućih i logičnih posledica, a zatim na osnovu toga sledi izvođenje eksperimenata i/ili „terenskih” istraživanja. (Galileo 1638). Njegovi misaoni eksperimenti su opovrgnuli Aristotelovu fiziku pada tela. Hipoteza je pretpostavka, na osnovu saznanja za formuliranje pitanja na koje se očekuje odgovor. Ona može biti vrlo usko specifična, ali i jako široka. Naučnici zatim testiraju hipoteze sprovodeći eksperimenta ili proučavanja u prirodi i društvu.
Svrha eksperimenta je da se utvrdi da li se zapažanja slažu sa očekivanjima ili su u sukobu sa predviđanjima izvedenim iz hipoteze. Eksperimenti se mogu sprovoditi u privatnim prostorima, u školskim laboratorijama, u CERN-u (npr. Veliki hadronski sudarač), na dnu okeana, na Marsu, Mesecu, ili bilo kojem dostupnom mestu. Međutim mogu da postoje polazne poteškoće u formalisanju podobnog metoda. Iako je naučni metod često predstavljen kao fiksirani redosled koraka u odabranom postupku, bolje je da se prihvata kao opšte načelo. Svi koraci nisu ni nužni, ni ostvarljivi u svakoj oblasti naučnog istraživanja. Obično nisu izvodivi u istoj meri, kao što se uvek ni ne sprovode s istim ciljem.

## Pregled
Naučni metod je proces koji se primenjuje u nauci, koji je baziran na opštim principima koji su primenljivi na sve vidove nauke. Kao i u drugim područjima istraživanja, nauka (naučnim metodom) može da nadograđuje prethodno znanje i da razvija sofistikovanije razumevanje svojih istraživačkih tema tokom vremena. Naučni metod može da funkcioniše na isti način. Fransis Bejkon (1629) rangira četiri tipa grešaka u delu Novi Organon: plemenski idoli (greška koja se odnosi na rase), pećina (greška u zatvorenosti individualnog intelekta, tržište (greške lažnih reči) i pozorište (greška prihvatanja s nepoverenjem). Na primer, koncept falsifikacije (1934) formalizuje pokušaj da se ne opovrgava sama hipoteza, nego da su je drugi dokazali.
Leon M. Lederman u nastavi fizike pokazuje kako se može izbeći pristrana potvrda: Ijan Šelton, u Čileu, je u početku bio skeptičan da je supernova 1987A stvarna, i smatrao je da je mogući artefakt instrumentacije (nulta hipoteza), stoga je opovrgao ovu nultu hipotezu posmatranjem SN 1987A golim okom. U kamioškom eksperimentu u Japanu, nezavisno su posmatrani neutrini iz SN 1987A u isto vreme. Ovaj model se može smatrati naučnom revolucijom. „Postoji opasnost koja se mora izbeći. ... Ako želimo pravdu za istorijska otkrića, moramo uzeti prošlost za ono što je bilo. A to znači da se moramo odupreti iskušenju da u prošlosti tražimo primere ili preteče moderne nauke ... Moja veza će biti s počecima naučnih teorija, metodima kojima su formulirane, a upotrebama na koje su namenjene; ...”
Pre hiljadu godina, Hejsam je utvrdio značaj formulisanja pitanja i nakon toga njihovog testiranja. Dejvid Hokni (2001, 2006) u knjizi „Tajno znanje“ (Secret Knowledge) nekoliko puta citira Hejsama kao verovatnog izvora ideje za portretisanje korišćenjem tamne komore (kamera opskura), koju je Hokni ponovo otkrio pomoću sugestije iz optike, rada Čarlsa M. Falkoa (Kitab al-Manazir), koji je preveo Hejsamovu knjigu Knjiga Optike. Saglasno svom vremenu preveo ju je sa arapskog na latinski, kao Opticae Thesaurus, Alhazen Arabis, za evropsku upotrebu, najranije 1270. Hokni citira izdanje Opticae Thesaurus (Fririh Rizner, 1572, Bazel) i apostrofira Hejsama kao onoga koji je prvi opisao tamnu komoru.
„Istina se traži za svoje dobro. A oni koji se bave potragom za nečim za svoje dobro nisu zainteresirani za druge stvari. Pronalaženje istina je teško i put do nje je težak.“ – Hejsam (965–1040) Sadašnji metod se bazira na hipotetsko-dedukcijskom modelu, formulisanom u 20. veku, koji je dosad takođe podvrgovan značajnim revizijama.

## Proces
Sveukupni proces uključuje izradu hipoteze, koja proizilazi iz predviđanja logičnih posledica, a zatim izvođenje eksperimenata kako bi se utvrdilo da li je originalno predviđanje bilo umesno. Postoje i poteškoće u formalizovanju metoda. Međutim, iako je naučni metod često predstavljen kao fiksni redosled koraka, bolje ih je smatrati opštim načelima. Nisu svi koraci održivi u svakom naučnom istraživanju (ili u istoj meri), i ne javljaju se uvek u istom redosledu. Kao što je primetio Vilijam Vivel (1794–1866), „invencija, oštroumnost [i] genijalnost” su potrebne na svakom koraku.

### Formulacija pitanja
Pitanje se može odnositi na objašnjenje određenog posmatranja (zapažanja), kao u „Zašto je nebo plavo?”, Ali isto tako mogu biti otvorena, kao u „Kako da dizajniram lek da se izleči ova bolest?” Ova faza često uključuje traganje i ocenjivanje dokaza iz prethodnih eksperimenata, lična zapažanja ili naučne tvrdnje, i/ili rad ostalih naučnika. Ako je odgovor ono što je već poznato, može se postaviti drugo pitanje koje se nadovezuje na prethodne dokaze. Kada je reč o naučnim istraživanjima, postavljanje pravog pitanja može biti vrlo teško i značajno uticati na konačni ishod istraživanja.

### Hipoteza
Hipoteza je pretpostavka na osnovu saznanja dobijenog u početnom pitanju, koje se može objasniti posmatranim ponašanjem dela svemira. Hipoteza može biti vrlo specifična (Ajnštajnov – princip ekvivalencije ili Krikova DNK stvara RNK, a RNK – protein. Može biti i vrlo široka, npr. nepoznate vrste života borave u neistraženim dubinama okeana. A statistička hipoteza je pretpostavka o nekim aspektima strukture stanovništva. Na primer, u proučavanom stanovništvu mogu se pojaviti određene bolesti, što utiče na predviđanje da li bi novi lek mogao da izleči bolest kod nekih pripadnika te populacije. Tada se obično postavljaju statističke hipoteze (nulta hipoteza) i alternativna hipoteza.
- Nulta hipoteza je pretpostavka da je statistička hipoteza lažna, npr. novi lek ne deluje i da nije bilo izgleda za pozitivne efekte. Istraživači obično žele da pokažu da je nulta hipoteza lažna.
- Alternativa hipoteza je željeni ishod, npr. da lek deluje i ima šansu.
- A konačna poenta je: naučna hipoteza mora opovrgnuti postojeću, što znači da se može identifikovati mogući ishod eksperimenta koji je u sukobu sa predviđanjem zaključka iz hipoteze. Bez takvog pristupa, ne može se smisleno testirati.

### Predikcija
Ovaj korak uključuje utvrđivanje logičnih posledica hipoteze. Jedno ili više predviđanja se zatim odaberu za daljnje testiranje. Što je više verovatno da je predviđanje bilo ispravno, a ne jednostavna koincidencija, to je predviđanje uspešnije. Dokaz je jači ako odgovor na testiranu hipotezu nije već poznat, a zbog efekata „sistemske greške“ treba postaviti i postdikciju (zaključak o takvoj mogućnosti). U idealnom slučaju, predviđanja se moraju razlikovati od hipoteze iz alternative. Ako dve hipoteze daju istu prognozu, ostvareni rezultat nije dokaz ni jedne, ni druge mogućnosti.

### Provera
Testiranje odgovara na pitanje da li su stvarni rezultati podudarni sa polaznom hipotezom. Istraživači (naučnici i ostali) testiranje hipoteze sprovode putem eksperimenata. Svrha eksperimenta je da se utvrdi da li se realna opažanja slažu sa predviđanjem ili mu protivreče. Ako se slažu, raste poverenje u hipotezu, a u suprotnom, ono se smanjuje. Međutim slaganje još uvek ne znači da je hipoteza istinita, jer naredni budući eksperimenti mogu da otkriju probleme. Veliki broj uspešnih potvrda nije uverljiv, ako one proizlaze iz eksperimenata koji izbegavaju rizik.
Eksperiment ili terenska istraživanja treba tako osmisliti da se smanji verovatnoća moguće greške, posebno korištenjem odgovarajućih naučnih kontrola. Na primer, testovi medicinskih tretmana se obično izvode kao dvostruko slepa ispitivanja. Osoblje koje sprovodi testiranje, koje bi moglo nesvesno da otkrije ispitanicima koji su željeni rezultati testiranja leka i koje su placebo supstance, to nikada ne smeju znati. Takvi saveti mogu uticati na pristranost u odgovorima ispitanika. Osim toga, neuspeh eksperimenta ne znači nužno da je hipoteza pogrešna. Eksperimenti uvek zavise od nekoliko hipoteza, npr. u testu je oprema ispravna ili nije ispravna, a neuspeh može biti neuspeh jedne od pomoćnih hipoteza.

### Analiza
Analiza dobijenih rezultata uključuje donošenje odluke o narednim aktivnostima. U slučajevima kada se eksperiment višekratno ponavlja, neophodna je statistička analiza, uz primenu najsavremenijih programa od kojih se ne očekuje da nađu pozitivan odgovor na početni cilj istraživanja, nego egzaktnu dijagnozu poređenih podataka. Ako su dokazi oborili početnu hipotezu, postavlja se nova, a ako eksperiment podržava hipotezu, ali dokazi nisu dovoljno jaki za visoku pouzdanost, predviđanja iz hipoteze moraju biti testirana. Kada je hipoteza analitički snažno podržana dokazima, novo pitanje može biti dublji uvid na istu temu. Dokazi drugih naučnika i iskustvo su često uključeni u bilo kojoj fazi u procesu. Zavisno od složenosti eksperimenta, potrebno je više ugrađenih elemenata za prikupljanje dovoljno dokaza u traženju verodostojnih odgovora na polazna pitanja ili da se dobiju mnogi odgovori na vrlo konkretna pitanja, kako bi odgovorili jedno šire.

## Primer DNK
Elemente naučnog metoda ilustruju sledeći primeri iz otkrivanja strukture DNK:
- Pitanje: Prethodna istraživanja DNK su odredila hemijsku strukturu i kompoziciju četiri nukleotida. Struktura svakog individualnog nukleotida određuje njegova svojstva. Identifikovani su nosioci genetičke informacije putem Averi–Maklaud–Makartijog eksperimenta iz 1944. godine,[22] ali mehanizmi čuvanja informacija u DNK su još uvek bili nejasni.
- Hipoteza: Lajnus Poling, Fransis Krik i Džejms D. Votson su pretpostavili da DNK ima helikoidnu prostornu strukturu.[23]
- Predikcija: Ako DNK ima helikoidnu strukturu, njena difrakcija X-zraka mora biti u obliku slova X.[24][25] Ova predikcija je bila matematička za helikoidnu formu, a razradili su je Kokran, Krik i Vand[26] (i nezavisno od njih Stoks). Ova predviđanja su bila matematička konstrukcija, potpuno zasebna od biološke sfere problema.
- Eksperiment: Rosalind Franklin je kristalizovala čistu DNK i izvršila difrakciju X-zracima za izradu tzv. fotografije 51. Rezultati su pokazali da objekat ima X oblik.
- Analiza: Kada je Votson dokazao osobine difrakcije, odmah je prepoznao njen heliks[27][28][29] On i Krik su zatim napravili model, koristeći ove informacije zajedno sa prethodno poznatim informacijama o sastavu DNK, i o molekulskim interakcijama, kao što su vodonične veze.[30]

Ovo otkriće je postalo polazište za mnoge dalje studije genetičkog materijala, koje obuhvata polje molekulske genetike. Pronalazači DNK su nagrađeni Nobelovom nagradom za fiziologiju ili medicinu 1962. godine.

## Literatura
- Bauer, Henry H., Scientific Literacy and the Myth of the Scientific Method, University of Illinois Press, Champaign, IL, 1992
- Beveridge, William I. B., The Art of Scientific Investigation, Heinemann, Melbourne, Australia, 1950.
- Bernstein, Richard J., Beyond Objectivism and Relativism: Science, Hermeneutics, and Praxis, University of Pennsylvania Press, Philadelphia, PA, 1983.
- Bozinovski, Stevo, Consequence Driven Systems: Teaching, Learning, and Self-Learning Agents, GOCMAR Publishers, Bitola, Macedonia, 1991.
- Brody, Baruch A.; Capaldi, Nicholas (1968). Science: men, methods, goals: a reader: methods of physical science. W. A. Benjamin.
- Brody, Baruch A., and Grandy, Richard E., Readings in the Philosophy of Science, 2nd edition, Prentice Hall, Englewood Cliffs, NJ, 1989.
- Burks, Arthur W., Chance, Cause, Reason — An Inquiry into the Nature of Scientific Evidence, University of Chicago Press, Chicago, IL, 1977.
- Alan Chalmers. What is this thing called science?. Queensland University Press and Open University Press, 1976.
- Chomsky, Noam, Reflections on Language, Pantheon Books, New York, NY, 1975.
- Crick, Francis (1988). What Mad Pursuit: A Personal View of Scientific Discovery. New York: Basic Books. ISBN 978-0-465-09137-9..
- Dewey, John, How We Think, D.C. Heath, Lexington, MA, 1910. Reprinted, Prometheus Books, Buffalo, NY, 1991.
- Earman, John (ed.), Inference, Explanation, and Other Frustrations: Essays in the Philosophy of Science, University of California Press, Berkeley & Los Angeles, CA, 1992.
- Fraassen, Bas C. van, The Scientific Image, Oxford University Press, Oxford, UK, 1980.
- Franklin, James (2009). What Science Knows: And How It Knows It. New York: Encounter Books. ISBN 978-1-59403-207-3..
- Gadamer, Hans-Georg, Reason in the Age of Science, Frederick G. Lawrence (trans.), MIT Press, Cambridge, MA, 1981.
- Giere, Ronald N. (ed.), Cognitive Models of Science, vol. 15 in 'Minnesota Studies in the Philosophy of Science', University of Minnesota Press, Minneapolis, MN, 1992.
- Hacking, Ian, Representing and Intervening, Introductory Topics in the Philosophy of Natural Science, Cambridge University Press, Cambridge, UK, 1983.
- Heisenberg, Werner, Physics and Beyond, Encounters and Conversations, A.J. Pomerans (trans.), Harper and Row, New York, NY (1971). pp. 63–64.
- Holton, Gerald, Thematic Origins of Scientific Thought, Kepler to Einstein, 1st edition 1973, revised edition, Harvard University Press, Cambridge, MA, 1988.
- Kuhn, Thomas S., The Essential Tension, Selected Studies in Scientific Tradition and Change, University of Chicago Press, Chicago, IL, 1977.
- Latour, Bruno, Science in Action, How to Follow Scientists and Engineers through Society, Harvard University Press, Cambridge, MA, 1987.
- Losee, John, A Historical Introduction to the Philosophy of Science, Oxford University Press, Oxford, UK, 1972. 2nd edition, 1980.
- Maxwell, Nicholas, The Comprehensibility of the Universe: A New Conception of Science, Oxford University Press, Oxford, 1998. Paperback 2003.
- Maclyn McCarty The Transforming Principle: Discovering that genes are made of DNA. New York: W. W. Norton. 252 pp. 1985.  978-0-393-30450-3. Memoir of a researcher in the Avery–MacLeod–McCarty experiment.
- McComas, William F., ed. The Principal Elements of the Nature of Science: Dispelling the Myths, from The Nature of Science in Science Education. pp. 53–70, Kluwer Academic Publishers, Netherlands 1998.
- Misak, Cheryl J., Truth and the End of Inquiry, A Peircean Account of Truth, Oxford University Press, Oxford, UK, 1991.
- Newell, Allen, Unified Theories of Cognition, Harvard University Press, Cambridge, MA, 1990.
- Piattelli-Palmarini, Massimo (ed.), Language and Learning, The Debate between Jean Piaget and Noam Chomsky, Harvard University Press, Cambridge, MA, 1980.
- Popper, Karl R., Unended Quest, An Intellectual Autobiography, Open Court, La Salle, IL, 1982.
- Putnam, Hilary, Renewing Philosophy, Harvard University Press, Cambridge, MA, 1992.
- Rorty, Richard, Philosophy and the Mirror of Nature, Princeton University Press, Princeton, NJ, 1979.
- Salmon, Wesley C., Four Decades of Scientific Explanation, University of Minnesota Press, Minneapolis, MN, 1990.
- Shimony, Abner, Search for a Naturalistic World View: Vol. 1, Scientific Method and Epistemology, Vol. 2, Natural Science and Metaphysics, Cambridge University Press, Cambridge, UK, 1993.
- Thagard, Paul, Conceptual Revolutions, Princeton University Press, Princeton, NJ, 1992.
- Ziman, John (2000). Real Science: what it is, and what it means. Cambridge, UK: Cambridge University Press.

## Spoljašnje veze
- Andersen, Anne; Hepburn, Brian. „Scientific Method”.  Ур.: Zalta, Edward N. Stanford Encyclopedia of Philosophy.
- „Confirmation and Induction”. Internet Encyclopedia of Philosophy.
- Naučna metoda на веб-сајту PhilPapers
- Naučna metoda на веб-сајту InPho